# Overhespen
Overhespen, en français Haut-Hêpe ou Haut-Hèpe est une section de la commune belge de Linter située en Région flamande dans la province du Brabant flamand. C'était une commune à part entière avant la fusion des communes de 1971.
La voie romaine Tongres-Tirlemont traverse le village.

## Évolution démographique
- Sources : INS, Rem. : 1831 jusqu'en 1970 = recensements, 1976 = nombre d'habitants au 31 décembre.